# Empis armentalis
Empis armentalis är en tvåvingeart som beskrevs av Collin 1941. Empis armentalis ingår i släktet Empis och familjen dansflugor. Inga underarter finns listade i Catalogue of Life.